# Hemmeligt politi
 Der er for få eller ingen kildehenvisninger i denne artikel, hvilket er et problem. Du kan hjælpe ved at angive troværdige kilder til de påstande, som fremføres i artiklen.

Hemmeligt politi (nogle gange omtalt som politisk politi) er politiorganisationer som virker i hemmelighed i en nations tjeneste for at opretholde statens sikkerhed mod indre trusler. Hemmelige politistyrker associeres gerne med totalitære regimer, fordi disse regimers virke ikke er åbne for offentligheden, firkantet sagt. Det hemmelige politis hovedfunktion er at opretholde statens politiske magt der, i det totalitære styre, vil være et centralt element i retsvæsenets håndhævelse af landet love.
Hemmelige politistyrker kan sammenlignes med nationale sikkerhedstjenester som man finder i moderne liberale demokratiske stater, som et element i deres retsvæsen, og er ideelt set at forstå som transparente,[kilde mangler] eksempelvis som underliggende offentlig regulering og ved deres afrapportering om virke - alt dette stiller dem som ansvarlige overfor det øvrige samfund (accountability). Sådanne organisationer bliver alligevel nogle gange omtalt som hemmeligt politi, og det er da også sådan at praksis kan føre til sådanne institutioner associeres med repression. En stat med et betydelig niveau af hemmelig politiaktivitet kan så omtales som en politistat.

## Metoder og historie
Hemmelige politistyrker i diktaturer og totalitære stater bruger sædvanligvis vold og terror for at undertrykke politisk opposition og -afvigere og kan benytte dødspatruljer for at udføre attentater og "forsvindinger".
Østtysklands hemmelige politi, Ministerium für Staatssicherheit eller Stasi, er regnet som et af historiens mest formidable eksempler.
Dette kan også ske i stater som beskriver sig som "demokratiske". Der findes naturligvis forskellige varianter af demokrati, og i tider med undtagelsestilstand eller krig kan et demokrati efter loven tildele sine politi- og sikkerhedstjenester fuldmagter som, i bagklogskabens lys, kan smage af "hemmeligt politi".

## Kontroverser omkring navnet
Hvilke statlige tjenester som med rette kan klassificeres eller karakteriseres (helt eller delvis) som "hemmeligt politi" er genstand for en langvarig debat. Hemmeligt politi bliver regnet for at være en nedsættende betegnelse i demokratiske og til og med i Kvasidemokratiske samfund. Nogle ville eksempelvis inkludere CIA og Secret Intelligence Service (MI6) under samlebetegnelsen "hemmeligt politi", mens andre fastholder at organisationer som er beskæftiget med efterretningsvirksomhed i fremmede lande og overvågning ikke er "politi" overhovedet.
En anden debat omhandler hvorvidt eksempelvis FBI og United States Secret Service med rette kan betegnes som "hemmeligt politi", eftersom aktiviteter som telefonaflytning og hvad kritikere omtaler som "indtrængning i private hjem" er sanktioneret. Fra modsat hold fremføres det at sådanne organisationer ikke involverer sig i undertrykkelse, tortur eller lemfældige henrettelser som det ofte er set blandt hemmelige politiorganisationer.
Det er imidlertid enkelte beskyldninger, primært fra mere marginale organisationer, men af og til også fra mere etablerede organisationer at disse organisationer har gennemført aktiviteter som i mere eller mindre udstrækning kan associeres med hemmelige operationer på kant af landets lovgivning. I den senere tid har FBIs brug og forsøg på udvidelse af brugen af "administrative stævninger" (se National Security Letter) også ført til en øget kritik fra forskellige sider.
Et væsentligt aspekt af diskussionen er hvorvidt begrebet "hemmeligt politi" antyder generel undertrykkelse eller bare en udbredt anvendelse af taktikker som besværliggør gennemsigtigheden af organisationen. De mest omfattende beskyldninger mod FBI som et hemmelig politi kom i under Vietnamkrigen, da organisationen infiltrerede og forsøgte at undergrave politiske organisationer, som man anså farlige i henhold til COINTELPRO-direktivet.

## Hemmeligt politi i litteraturen
Konceptet "hemmeligt politi" er også populært indenfor skønlitteraturen, hvor sådanne organisationer ofte bliver fremstillet i sin mest ekstreme form i beskrivelsen af dystopiske samfund. Det måske mest berømte eksempel er tankepolitiet i George Orwells berømte roman 1984. I den verden benytter tankepolitiet psykologi og nærmest allestedsnærværende overvågning for at finde og eliminere medlemmer af samfundet som har "tanker" som udfordrer myndighederne.
I Løven, heksen og garderobeskabet af C.S. Lewis benytter den hvide heks et hemmeligt politi. Disse frygtede individer er sadistiske ulve og deres leder hedder Maugrim.